# 올리비에 마르티네즈
올리비에 마르티네즈(Olivier Martinez, 1966년 1월 12일 ~ )는 프랑스의 배우이다.

## 출연 작품
- 바울 (2018) - 모리셔스 갈라스 역
- 텍사스 라이징 (2015)
- 피지션 (2013)
- 다크 타이드 (2012)
- 어 플레이스 인 타임 (2007)
- 블러드 앤 초콜렛 (2007)
- 테이킹 라이브즈 (2004)
- 스톤 부인의 로마의 봄 (2003)
- S.W.A.T. 특수기동대 (2003)
- 천사의 살인 (2002)
- 언페이스풀 (2002)
- 슬래머 (2000)
- 토레로스 (2000)
- 비포 나잇 폴스 (2000)
- 내 안의 남자 (1996)
- 코끼리의 섬 (1995)
- 지붕 위의 기병 (1995)
- 1, 2, 3 태양 (1993)